# Scopula acidaliaria
Scopula acidaliaria är en fjärilsart som beskrevs av Walker 1862. Scopula acidaliaria ingår i släktet Scopula och familjen mätare. Inga underarter finns listade.